# Bayou Buffalo
Le Bayou Buffalo est un cours d'eau au débit lent qui traverse la ville de Houston dans le comté de Harris, au Texas.
Il prend sa source dans la prairie entourant Katy, dans le comté de Fort Bend, et coule vers l'est sur environ 85 kilomètres à travers le canal de Houston dans la baie de Galveston et le golfe du Mexique.
En plus des eaux de drainage retenues et libérées par les lacs de barrage Addicks (en) et Barker (en), le bayou est alimenté par des sources naturelles, le ruissellement de surface et plusieurs bayous affluents importants, notamment le Bayou White Oak (en), le Greens Bayou et le Bayou Brays (en). De plus, Buffalo Bayou est partiellement considérée comme un cours d'eau à marée à partir du centre-ouest de Houston.
En tant que principal cours d'eau du Grand Houston, le bassin versant du Buffalo Bayou est fortement urbanisé. Sa zone de drainage direct est de 260 kilomètres carrés contient une population de plus de 440 000 habitants. En comptant ses affluents, le Buffalo Bayou a un bassin versant d'environ 1 300 kilomètres carrés.